# Bósnia e Herzegovina nos Jogos Olímpicos de Inverno de 2014
A Bósnia e Herzegovina participou dos Jogos Olímpicos de Inverno de 2014, realizados na cidade de Sóchi, na Rússia. Foi a sexta aparição do país em Olimpíadas de Inverno.

## Desempenho

### Biatlo
Feminino
| Atleta        | Evento     | Final   | Final       | Final   |
| Atleta        | Evento     | Tempo   | Penalidades | Posição |
| ------------- | ---------- | ------- | ----------- | ------- |
| Tanja Karišik | Velocidade | 25:06.8 | 2 (1+1)     | 78º     |
| Tanja Karišik | Individual | DNF     | 1 (1)       | DNF     |

### Esqui alpino
Feminino
| Atleta         | Evento         | Resultado  | Resultado  | Resultado | Resultado |
| Atleta         | Evento         | 1ª descida | 2ª descida | Total     | Pos.      |
| -------------- | -------------- | ---------- | ---------- | --------- | --------- |
| Žana Novaković | Slalom         | 59.79      | 56.20      | 1:55.99   | 26º       |
| Žana Novaković | Slalom gigante | 1:24.54    | 1:23.24    | 2:47.78   | 37º       |

Masculino
| Atleta       | Evento         | 1ª descida | 2ª descida | Total   | Pos. |
| ------------ | -------------- | ---------- | ---------- | ------- | ---- |
| Igor Laikert | Downhill       |            |            | 2:15.07 | 44º  |
| Igor Laikert | Combinado      | 1:59.76    | 55.94      | 2:55.70 | 27º  |
| Igor Laikert | Slalom         | 54.68      | DNF        | DNF     | DNF  |
| Igor Laikert | Slalom gigante | DNF        | DNF        | DNF     | DNF  |
| Igor Laikert | Super-G        |            |            | 1:24.20 | 50º  |
| Marko Rudić  | Slalom         | DNF        | DNF        | DNF     | DNF  |
| Marko Rudić  | Slalom gigante | 1:29.55    | 1:30.40    | 2:59.95 | 49º  |

### Esqui cross-country
Feminino
| Atleta        | Evento         | Final   | Final |
| Atleta        | Evento         | Tempo   | Pos.  |
| ------------- | -------------- | ------- | ----- |
| Tanja Karišik | 10 km clássico | 41:34.6 | 72º   |

Masculino
| Atleta            | Evento           | Qualificatória | Qualificatória | Quartas-de-final | Quartas-de-final | Semifinal   | Semifinal   | Final       | Final       |
| Atleta            | Evento           | Tempo          | Pos.           | Tempo            | Pos.             | Tempo       | Pos.        | Tempo       | Pos.        |
| ----------------- | ---------------- | -------------- | -------------- | ---------------- | ---------------- | ----------- | ----------- | ----------- | ----------- |
| Mladen Plakalović | Largada coletiva |                |                |                  |                  |             |             | DNF         | DNF         |
| Mladen Plakalović | Velocidade       | 4:40.64        | 82º            | Não avançou      | Não avançou      | Não avançou | Não avançou | Não avançou | Não avançou |

Legenda
| Recorde mundial      | Recorde mundial (World record)               |                       | Recorde africano                      | Recorde africano (African) |                                           | Q | Classificado por posição (Qualified) |
| Recorde olímpico     | Recorde olímpico (Olympic record)            | Recorde da América    | Recorde da América (Americas)         | q                          | Classificado por melhor tempo (Qualified) |   |                                      |
| Melhor marca do ano  | Melhor marca do ano (World leading)          | Recorde asiático      | Recorde asiático (Asian)              | DNS                        | Não largou (Did not start)                |   |                                      |
| Recorde nacional     | Recorde nacional (National record)           | Recorde europeu       | Recorde europeu (European)            | DNF                        | Não terminou (Did not finish)             |   |                                      |
| Recorde pessoal      | Recorde pessoal do atleta (Personal best)    | Recorde da Oceania    | Recorde da Oceania (Oceania)          | DSQ / DQ                   | Desclassificado (Disqualified)            |   |                                      |
| Recorde da temporada | Recorde da temporada do atleta (Season best) | Recorde sul-americano | Recorde sul-americano (South America) | NM                         | Sem marca (No mark)                       |   |                                      |